# Česká baseballová asociace
Česká baseballová asociace (zkratka ČBA) je sportovní svaz, který organizuje baseballové dění v České republice. Je členem mezinárodních baseballových organizací jako Mezinárodní baseballová federace (IBAF) a Evropská baseballová konfederace (CEB) a v rámci českého sportu je sdružena v České unii sportu (ČUS), dříve Českém svazu tělesné výchovy (ČSTV).

## Historie
Historie baseballu na území České republiky sahá do května roku 1920, kdy se poprvé doloženě hrál v Plzni na Borech. Propagátorem hry v Česku i v Evropě byl Američan Joe First. Další slibný rozvoj ve dvacátých a třicátých letech zejména mezi mládeží, byl přerušen německou okupací a nedlouho po druhé světové válce pak jako sport pocházející ze severní Ameriky po komunistickém převratu opět upadl v nemilost. Další baseballové aktivity se objevují až v roce 1963, koncem šedesátých let začíná spolupráce s Evropskou baseballovou konfederací a jsou organizovány první pravidelné soutěže za účasti především pražských týmů. V roce 1975 je schváleno vytvoření Svazu softballu a baseballu ČSTV, který zastřešuje domácí soutěže i první kontakty se zahraničím. Začátkem devadesátých let došlo k rozdělení Baseballové a softballové federace ČSFR jednak odčleněním softballu, jednak v souvislosti s rozdělením Československa. Se vznikem České republiky v roce 1993 tak začala fungovat Česká baseballová asociace, od roku 1993 se stala členem CEB i IBAF.

## Aktivity
Česká baseballová asociace řídí seniorské ligové soutěže – Extraligu, 1. ligu a oblastní soutěže i mládežnícké soutěže, Český baseballový pohár a reprezentaci seniorů, juniorů, kadetů i žáků.  Stará se o rozvoj a propagaci baseballu v Česku, kde je celkem registrováno téměř 4000 hráčů, což je šestý nejvyšší počet v Evropě. 

## Vedení
V čele stojí Výkonný výbor, jehož předsedou v současnosti je Petr Ditrich, jež je také ve funkci prvního viceprezidenta Evropské baseballové konfederace CEB.  Místopředsedy jsou Robert Dvořák, Lucie Čubíková a Pavel Chadim. Dalšími orgány jsou Komise kontrolní, Sportovně-technická komise, Komise rozhodčích, Komise legislativní a přestupní, Komise disciplinární, Komise mládeže a rozvoje, Trenérsko metodická komise a Lékařská komise. V rámci asociace působí sedm oblastních pracovišť. 